# Brazzeia
Brazzeia é um género botânico pertencente à família Lecythidaceae.

## Espécies
- Brazzeia longipedicellata, Verdc.